# فرودگاه ختن
فرودگاه ختن (به انگلیسی: Hotan Airport)(به اویغوری: خوته‌ن ئایرودرومی) یک فرودگاه همگانی با کد یاتا HTN است که یک باند فرود بتن دارد و طول باند آن ۳۲۰۰ متر است. این فرودگاه در شهر ختن کشور چین قرار دارد و در ارتفاع ۱۴۲۴ متری از سطح دریا واقع شده‌است.

## شرکت‌های هواپیمایی و مقصدهای پروازی
| شرکت‌های هواپیمایی   | مقصدهای پروازی      |
| ------------------- | ------------------- |
| ایر چاینا           | پکن، اورومچی دیووپو |
| هواپیمایی جنوبی چین | اورومچی دیووپو      |
| شانگهای ایرلاینز    | اورومچی دیووپو      |
| تیانجین ایرلاینز    | اورومچی دیووپو      |